# Campeonato Citadino de Porto Alegre 1911
In 1911 werd het tweede Campeonato Citadino de Porto Alegre gespeeld voor voetbalclubs uit de Braziliaanse staat Porto Alegre, de hoofdstad van Rio Grande do Sul. De competitie werd georganiseerd door de Liga Porto-Alegrense de Foot-Ball (LPAF) en werd gespeeld van 21 mei tot 30 juli. Grêmio werd kampioen. 

## Eindstand
| Plaats | Club          | Wed. | W | G | V | Saldo | Ptn. |
| ------ | ------------- | ---- | - | - | - | ----- | ---- |
| 1.     | Grêmio        | 4    | 4 | 0 | 0 | 31:3  | 8    |
| 2.     | Fussball      | 4    | 2 | 1 | 1 | 18:11 | 5    |
| 3.     | Internacional | 4    | 2 | 1 | 1 | 14:14 | 5    |
| 4.     | 7 de Setembro | 4    | 1 | 0 | 3 | 6:21  | 2    |
| 5.     | Nacional      | 4    | 0 | 0 | 4 | 2:22  | 0    |

## Kampioen
| Campeonato Citadino de Porto Alegre de 1911 |
| ------------------------------------------- |
| GRÊMIO 1º Titel                             |